# Amberley (Ontario)
Amberley ist ein kleiner unselbständiger Ort an der Kreuzung der Highways 21 (Bluewater Highway) und 86 im Huron County in Ontario in Kanada. Er gehört zur Gemeinde Ashfield–Colborne–Wawanosh.
Amberley besteht aus wenigen Häusern, Bauernhöfen und einem Dorfladen und dient als Umschlagplatz zur Weiterverarbeitung der landwirtschaftlichen Produkte aus der Gegend. Es gibt einige saisonal verfügbare Mietunterkünfte obgleich einige Hotels in näherer Umgebung liegen.
Goderich, der Sitz der County-Verwaltung liegt 34 km südlich von Amberley. Kincardine liegt 19 km nördlich am Highway 21 und Lucknow 19 km östlich am Highway 86. Diese Gemeinden bieten eine Reihe von Service- und Übernachtungsmöglichkeiten. Wegen des Sonnenuntergangs über dem Huronsee im Westen wird Amberley umgangssprachlich als Teil der „Ontario's West Coast“ bezeichnet.
Amberley liegt nahe Point Clark am Süodstufer des Huronsees, wo eines der „Imperial Lighthouses“ (Leuchtturm) gebaut wurde, das früher der Navigation diente. Das „Point Clark Lighthouse“ existiert noch heute, zu dem im Sommer Touren angeboten werden. Es gibt dort einen öffentlichen Strand mit Bootsstelle, öffentlichen Waschräume und ausreichend Parkmöglichkeiten.
Einige Kartographen bezeichnen Point Clark als „westlichsten Punkt von Südwest-Ontario“.